# Comté d'Aragon
Pour les articles homonymes, voir Aragon.
802–1035
Entités précédentes :
- Marche d'Espagne

Entités suivantes :
- Royaume d'Aragon

Le comté d'Aragon est un comté fondé en 802 par les Francs du royaume carolingien, en lutte contre les musulmans. Il était, à l'origine, centré sur les vallées pyrénéennes d'Ansó, Hecho et Aragon. Le comté s'étendit considérablement, le long de la vallée du Gallego. Bien que placé sous la tutelle carolingienne, il prit de plus en plus d'autonomie, se rapprochant du royaume voisin de Navarre et des walis musulmans de la vallée de l'Ebre.
Endregoto Galíndez, héritière du comté, épousa le roi de Navarre, García II. Leur fils, Sanche II, réunit sous son autorité les domaines de ses deux parents, mettant un terme à l'existence du comté d'Aragon.

## Histoire

### Origine et développement

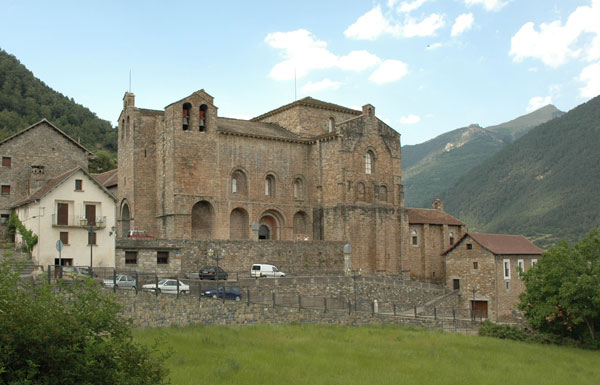
Monastère de San Pedro de Siresa, foyer culturel du comté d'Aragon.

Monastère de San Adrián de Sasabe, premier siège épiscopal d'Aragon.

En 780, les Francs, profitant de dissensions entre les musulmans, s'emparent de la ville de Jaca, reprenant pied au sud des Pyrénées pour la première fois dans la région depuis 60 ans. En 802, Aureolus devient le premier comte de la région sous le nom de « comte de Jaca ». À sa mort, le titre de comtal revient à Aznar Ier Galíndez. Celui-ci possède alors également le comté de Sobrarbe.
Le nom d'« Aragon » apparait pour la première fois en 828, lorsque le petit comté prend le nom de la rivière qui le traverse, l'Aragon, et de son affluent, l'Aragon Subordán. Ce comté d'Aragon, durant la première moitié du IXe siècle, reste dans l'orbite carolingienne, qui lui est relié par la vallée d'Hecho et le col du Somport. Cette dépendance se retrouve dans le domaine religieux : le monastère de San Pedro de Siresa, fondé à cette époque, est placé sous l'obédience bénédictine : son importance s’accroît et en fait le centre culturel du comté.
Au cours du IXe siècle, l'influence carolingienne recule au profit des voisins ibériques : le roi de Pampelune, Íñigo Arista, s'entremet dans les guerres de succession du comté, tandis que le comte Aznar II Galíndez marie sa fille Sancha au wali de Huesca, Mohammed al-Tawil. L'expansion du royaume de Pampelune vers le sud gêne cependant considérablement les progrès du petit comté, en lui coupant les routes de la reconquête.
La mort du comte Galindo II Aznárez sans fils légitime provoque le partage de ses terres : la Sobrarbe passe à sa fille Toda, qui a épousé Bernard, comte de Ribagorce, tandis que sa fille Endregoto Galíndez apporte l'Aragon proprement dit au roi de Pampelune García II en 925. L'Aragon, dépendant du royaume navarrais, est alors considéré comme une seigneurie particulière, « terre des seigneurs aragonais », dirigée par un comte obéissant au roi de Pampelune. Le premier d'entre eux est justement un fils illégitime du comte défunt.
Peu à peu, le comté d'Aragon se développe sur le plan culturel. Les exemples de l'art de repeuplement (appelé mozarabe) se multiplient. Le monastère de San Juan de la Peña, fondé par des religieux qui avaient quitté Saragosse, occupée par les Maures, devient un foyer de culture chrétienne tourné vers l'idéal de reconquête et la réintroduction du rite wisigoth dans la liturgie. En 922, les évêques d'Aragon, parfois appelés « évêque de Jaca » ou « de Huesca », s'installent dans la vallée de Borau. Ils prennent leur résidence dans plusieurs monastères majeurs, tels que San Juan, San Pedro ou San Adrián de Sasabe.

### Constitution en royaume
En 1017, Sanche III, roi de Pampelune et comte d’Aragon, invoque les droits dynastiques de son épouse, Munia Mayor de Castille et s'empare d’une partie du comté de Ribagorce. En 1025, il en récupère une nouvelle part, tandis que Raymond III de Pallars conserve la vallée de la Noguera Ribagorzana, qu’il unit à son comté.
De plus, en 1015, le roi de Navarre Sanche III avait confié le comté d'Aragon à son fils illégitime Ramire ; ce premier acte a de l'importance vingt ans plus tard, à la mort du roi, en 1035. En effet, le territoire de Sanche III est alors partagé entre ses quatre fils, par testament : García († 1054) obtient le royaume de Navarre ; Ferdinand († 1065), le comté de Castille (héritage de l'épouse de Sanche III) ; Ramire († 1063), le comté d’Aragon ; Gonzalve († 1045), les comtés de Sobrarbe et de Ribagorce.

D'abord vassal de son demi-frère, le roi Garcia, Ramire affirme progressivement son indépendance. À la mort de son frère Gonzalve en 1045, il s’accapare ses terres. Lorsque son fils Sanche lui succède, les territoires comtés d’Aragon, de Sobrarbe et de Ribagorce sont érigés en royaume.

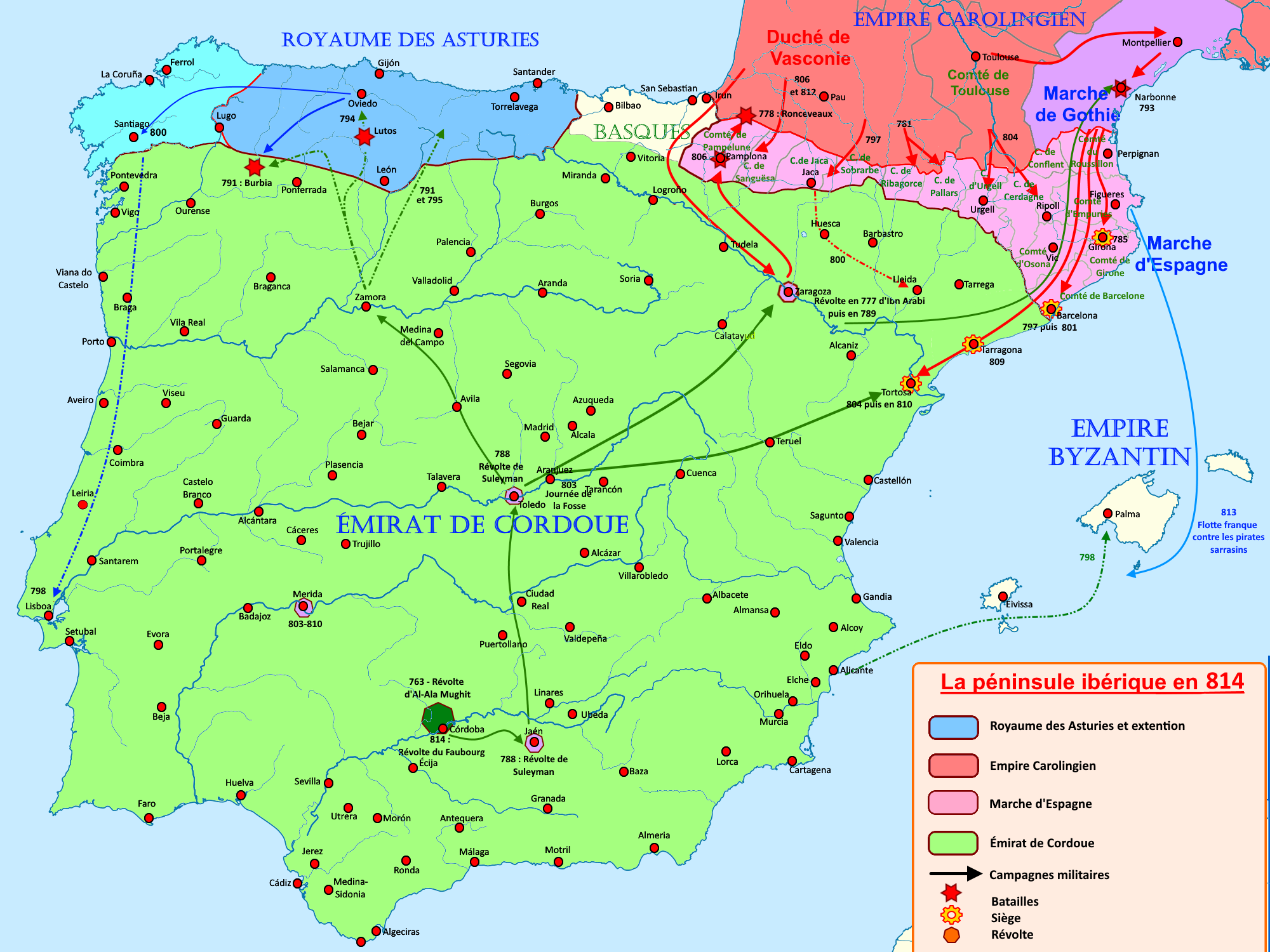
Le comté d'Aragon en 814
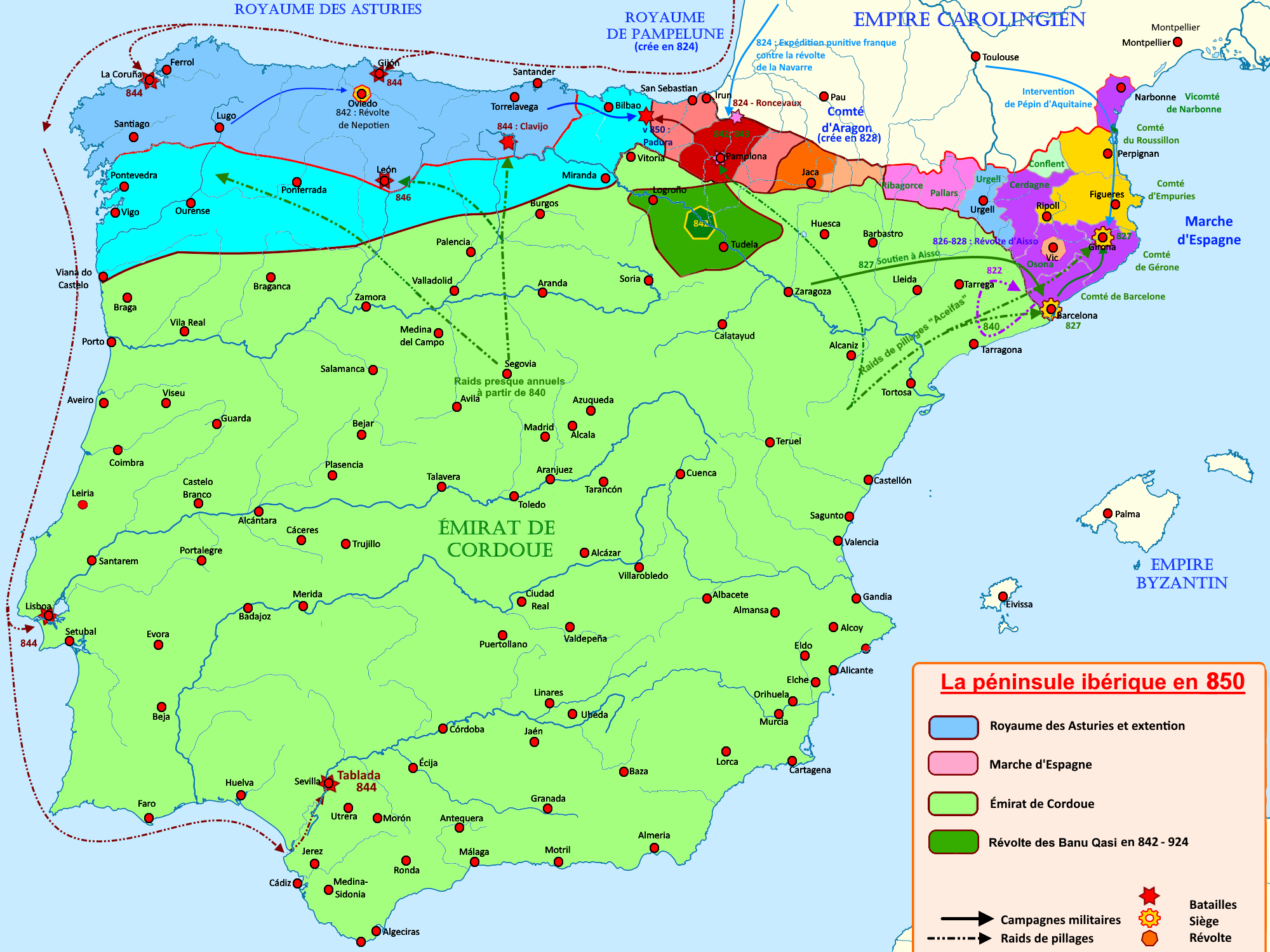
Le comté d'Aragon de 814 à 850
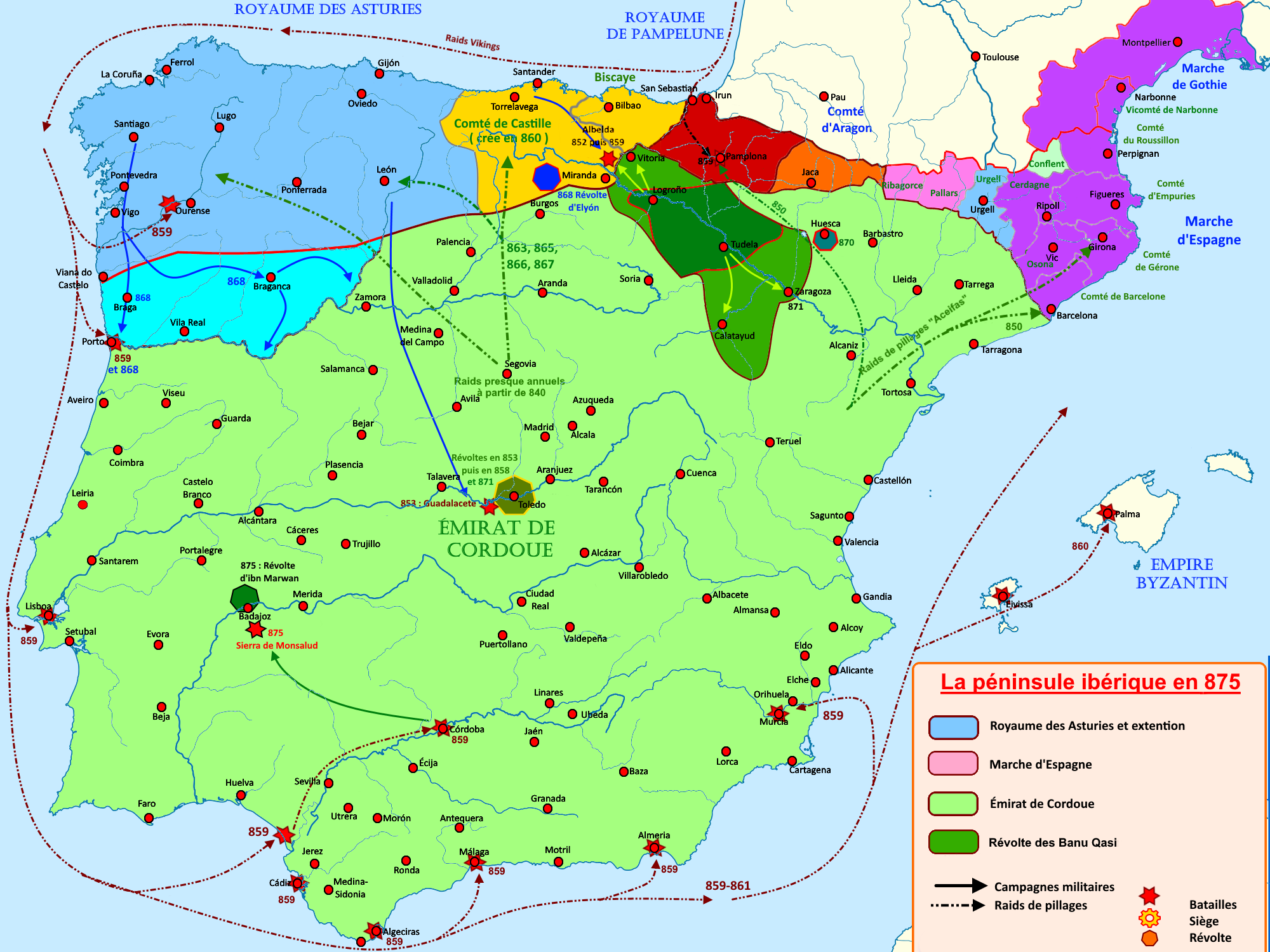
Comté d'Aragon de 850 à 875
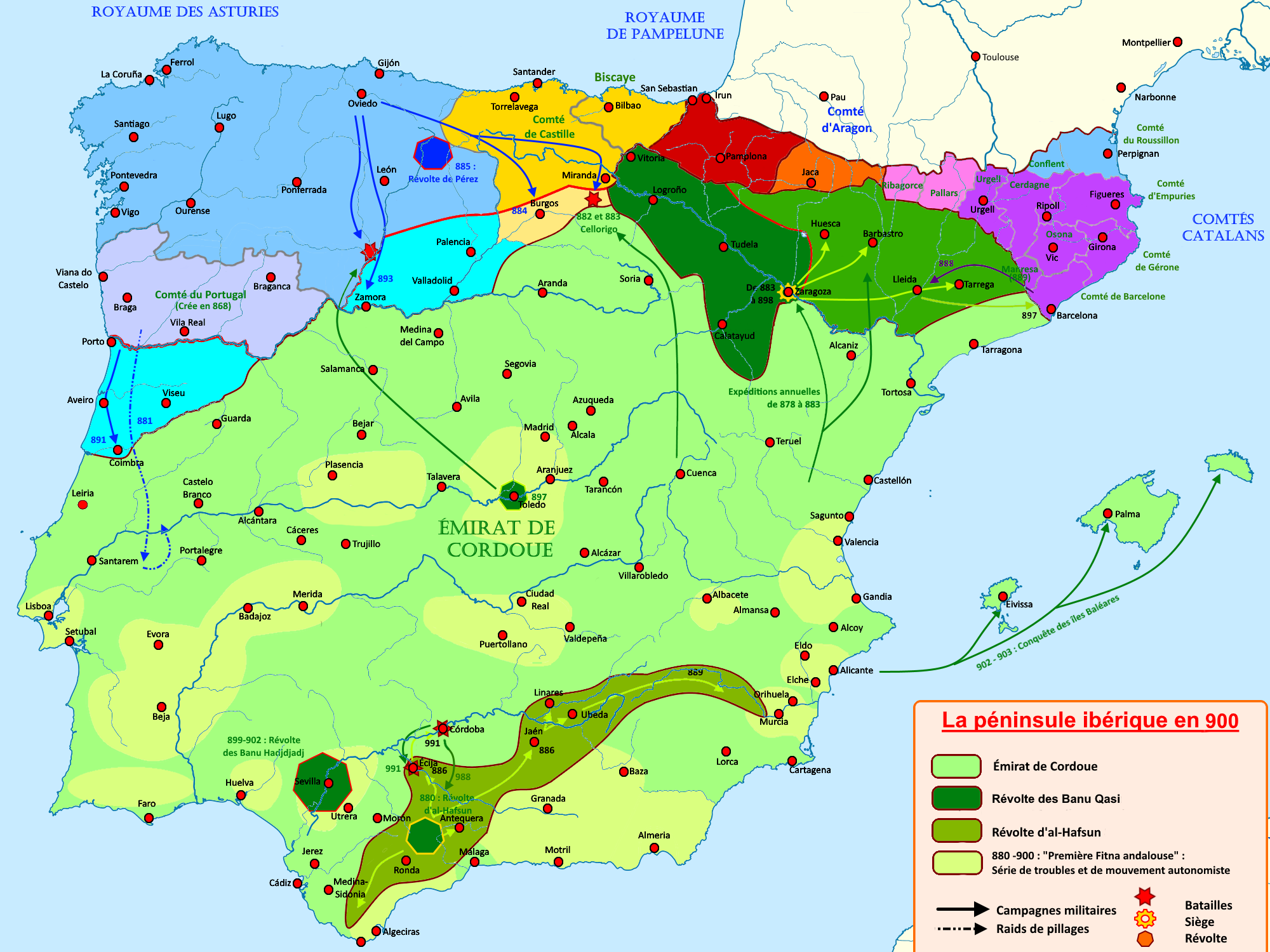
Le comté d'Aragon de 875 à 900
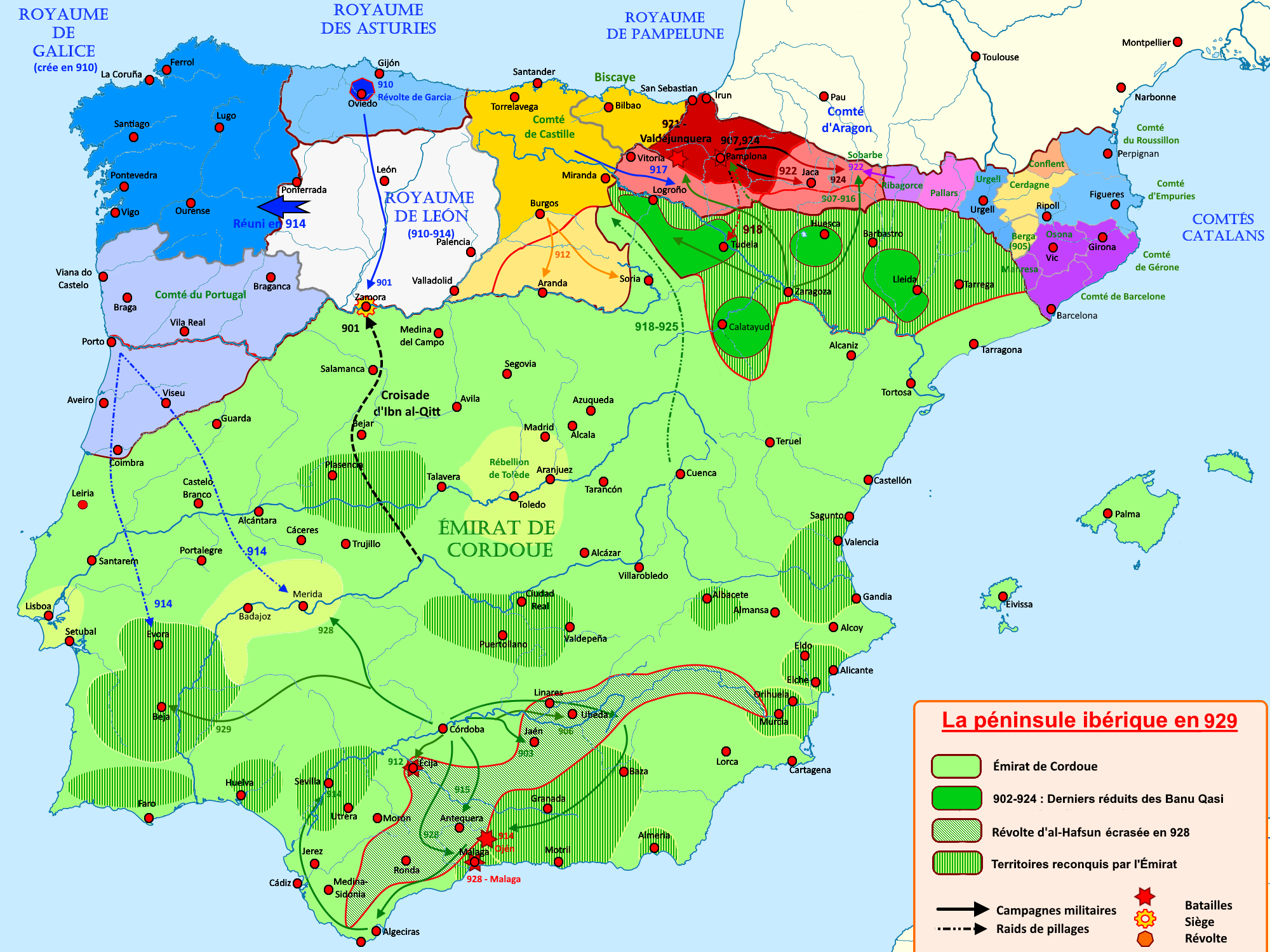
Le comté d'Aragon absorbé par la Navarre en 929

### Sources et bibliographie
- (es) Cet article est partiellement ou en totalité issu de l’article de Wikipédia en espagnol intitulé « Condado de Aragón » (voir la liste des auteurs).
- Monográficos. « Aragón de condado a reino », Gran Enciclopedia Aragonesa.
- J. Ángel Sesma Muñoz, « Aragón medieval », en Ángel Canellas López (dir.), Aragón en su historia, Caja de Ahorros de la Inmaculada, Saragosse, 1980, pp. 107-186.  (ISBN 84-500-3905-3)
- Antonio Ubieto Arteta, Historia de Aragón, vol. 1, La formación territorial, Saragosse, éd. Anubar, 1981.  (ISBN 84-7013-181-8)